# TT203
La tombe thébaine TT 203 est située à El-Khokha, dans la nécropole thébaine, sur la rive ouest du Nil, face à Louxor en Égypte.
C'est à l'origine la sépulture d'un inconnu datant de la XVIIIe dynastie, puis celle de Ouenennefer (Wnn-nfr.), datant du règne de Ramsès II.